# Brighton Hove & District Football League
De Brighton Hove & District Football League is een Engelse regionale voetbalcompetitie voor teams uit de omgeving van Brighton en Hove. De league bestaat uit vijf divisies en de Premier Division bevindt zich op het 11de niveau in de Engelse voetbalpiramide.  De kampioen van de Premier Division kan promoveren naar de Sussex County Football League.